# Сила (село)
Си́ла (раніше — хутір Крафта, Графти) — село в Україні, в Доманівській селищній громаді Вознесенського району Миколаївської області. Населення становить 66 осіб. Колишній орган місцевого самоврядування — Петропавлівська сільська рада.